# Узбеки в Канада
Узбеките в Канада са етническа група в Канада.

## Състав
Узбекските канадци са канадски граждани от узбекски произход или хора от узбекски произход, които живеят в Канада. Според преброяването от 2011 г. има 2725 канадци, които са от узбекски произход.  Има малка група от узбеки в град Гуелф. Има 150 етнически узбекски семейства от Афганистан. Узбеки от Гуелф идват основно от област Фариаб и в част от град Анда .

## Езици
- Канадски английски
- Канадски френски
- Узбекски
- Таджикски
- Руски

## Религия
Основната религия на узбеките в Канада е ислямът.

## Известни узбекски канадци
- Артезей